# Paladyn z ziem dalekich
Paladyn z ziem dalekich (jap. 最果てのパラディン Saihate no paradin) – seria light novel napisana przez Kanatę Yanagino i zilustrowana przez Kususagę Rin. Początkowo była publikowana jako powieść internetowa w serwisie Shōsetsuka ni narō. Następnie została przejęta przez wydawnictwo Overlap, które wydaje ją jako light novel od marca 2016 pod imprintem Overlap Bunko. Manga na jej podstawie ukazuje się w serwisie Comic Gardo od września 2017. Na podstawie powieści powstał również serial anime wyprodukowany przez studio Children’s Playground Entertainment, który emitowano od października 2021 do stycznia 2022. Za produkcję drugiego sezonu odpowiadają studia OLM i Sunrise Beyond, jego emisja trwała zaś od października do grudnia 2023.

## Fabuła
W opuszczonym mieście, z dala od cywilizacji, żyje samotne dziecko – Will. Jest on wychowywany przez trzech nieumarłych: szkieleta wojownika – Blooda, zmumifikowaną kapłankę – Mary oraz widmowego czarodzieja – Gusa. Cała trójka kocha chłopca i uczy go wszystkiego, czego potrafi. Jednak Will zaczyna się zastanawiać nad swoim pochodzeniem i postanawia rozwiązać tajemnicę krainy umarłych oraz odkryć sekretną przeszłość nieumarłych. Musi poznać miłość i miłosierdzie dobrych bogów, jak również dewocję i szaleństwo złych. Gdy już pozna prawdę, chłopiec będzie o krok bliżej do zostania paladynem.

## Bohaterowie
- William G. Maryblood (jap. ウィリアム・G・マリーブラッド Wiriamu G Marīburaddo) / Will (jap. ウィル Wiru)

Seiyū: Maki Kawase 
- Blood (jap. ブラッド Buraddo)

Seiyū: Katsuyuki Konishi 
- Mary (jap. マリー Marī)

Seiyū: Yui Horie 
- Augustus (jap. オーガスタス Ōgasutasu) / Gus (jap. ガス Gasu)

Seiyū: Nobuo Tobita 
- Meneldor (jap. メネルドール Menerudōru) / Menel (jap. メネル Meneru)

Seiyū: Ayumu Murase 
- Gracefeel (jap. グレイスフィール Gureisufīru)

Seiyū: Aoi Yūki 
- Stagnate (jap. スタグネイト Sutaguneito)

Seiyū: Hiroki Takahashi 
- Tonio (jap. トニオ)

Seiyū: Kōji Yusa 
- Robina Goodfellow (jap. ロビィナ・グッドフェロー Robiina Guddoferō) / Bee (jap. ビィ Bii)

Seiyū: Eri Suzuki 
- Ethelbald Rex Southmark (jap. エセルバルド・レックス・サウスマーク Eserubarudo Rekkusu Sausumāku)

Seiyū: Atsushi Tamaru 
- Bart Bagley (jap. バート・バグリー Bāto Bagurī)

Seiyū: Minoru Inaba 
- Anna (jap. アンナ)

Seiyū: Keiko Watanabe 
- Reystov (jap. レイストフ Reisutofu)

Seiyū: Kenji Nomura 

## Light novel
Seria początkowo ukazywała się jako powieść internetowa w serwisie Shōsetsuka ni narō, której pierwszy rozdział opublikowano w maju 2015. Później został przejęta przez wydawnictwo Overlap i wydana jako light novel pod imprintem Overlap Bunko. Pierwszy tom ukazał się 25 marca 2016, natomiast według stanu na 25 września 2017, do tej pory wydano 5 tomów.
| Nr  | Data wydania (język japoński) | ISBN (język japoński)  |
| --- | ----------------------------- | ---------------------- |
| 1   | 25 marca 2016                 | ISBN 978-4-86554-104-5 |
| 2   | 25 lipca 2016                 | ISBN 978-4-86554-137-3 |
| 3,1 | 25 grudnia 2016               | ISBN 978-4-86554-177-9 |
| 3,2 | 25 grudnia 2016               | ISBN 978-4-86554-176-2 |
| 4   | 25 września 2017              | ISBN 978-4-86554-256-1 |

## Manga
Adaptacja w formie mangi z ilustracjami autorstwa Mutsumiego Okuhashiego ukazuje się w serwisie Comic Gardo wydawnictwa Overlap od 25 września 2017. Jej rozdziały zostały zebrane do wydań w formacie tankōbon, których pierwszy tom ukazał się 25 marca 2018. Według stanu na 25 maja 2025, do tej pory wydano 14 tomów.
Prawa do dystrybucji mangi w Polsce nabyło wydawnictwo Kotori, o czym poinformowano 13 stycznia 2023, natomiast premiera odbyła się w marcu tego samego roku.
| Nr | Język japoński       | Język japoński         | Język polski         | Język polski           |
| Nr | Data wydania         | ISBN                   | Data wydania         | ISBN                   |
| -- | -------------------- | ---------------------- | -------------------- | ---------------------- |
| 1  | 25 marca 2018        | ISBN 978-4-86-554334-6 | 10 marca 2023        | ISBN 978-83-67386-38-8 |
| 2  | 25 października 2018 | ISBN 978-4-86-554411-4 | 12 maja 2023         | ISBN 978-83-67386-54-8 |
| 3  | 25 kwietnia 2019     | ISBN 978-4-86-554486-2 | 14 lipca 2023        | ISBN 978-83-67386-58-6 |
| 4  | 25 października 2019 | ISBN 978-4-86-554565-4 | 8 września 2023      | ISBN 978-83-67386-69-2 |
| 5  | 25 maja 2020         | ISBN 978-4-86-554671-2 | 10 listopada 2023    | ISBN 978-83-67386-81-4 |
| 6  | 25 listopada 2020    | ISBN 978-4-86-554795-5 | 10 stycznia 2024     | ISBN 978-83-67386-87-6 |
| 7  | 25 kwietnia 2021     | ISBN 978-4-86-554899-0 | 8 marca 2024         | ISBN 978-83-67386-94-4 |
| 8  | 25 września 2021     | ISBN 978-4-82-400010-1 | 28 czerwca 2024      | ISBN 978-83-68051-12-4 |
| 9  | 25 marca 2022        | ISBN 978-4-8240-0140-5 | 23 sierpnia 2024     | ISBN 978-83-68051-20-9 |
| 10 | 25 października 2022 | ISBN 978-4-8240-0321-8 | 11 października 2024 | ISBN 978-83-68051-30-8 |
| 11 | 25 kwietnia 2023     | ISBN 978-4-82-400482-6 | 11 grudnia 2024      | ISBN 978-83-68051-41-4 |
| 12 | 25 września 2023     | ISBN 978-4-8240-0621-9 | 14 lutego 2025       | ISBN 978-83-68051-53-7 |
| 13 | 25 marca 2024        | ISBN 978-4-82-400781-0 | 30 kwietnia 2025     | ISBN 978-83-68051-71-1 |
| 14 | 25 maja 2025         | ISBN 978-4-8240-1203-6 | —                    |                        |

## Anime
Adaptacja w formie telewizyjnego serialu anime została zapowiedziana 17 kwietnia 2021. Została zanimowana przez studio Children’s Playground Entertainment i wyreżyserowana przez Yū Nobutę. Scenariusz napisał Tatsuya Takahashi, postacie zaprojektował Koji Haneda, a muzykę skomponowali Ryūichi Takada i Keigo Hoashi. Seria była emitowana od 9 października 2021 do 3 stycznia 2022 w stacjach Tokyo MX, AT-X i BS NTV. Prawa do streamingu serii nabył Crunchyroll.
25 grudnia 2021 ogłoszono, że drugi sezon jest w produkcji. Za produkcję odpowiadają studia OLM i Sunrise Beyond, za reżyserię Akira Iwanaga, a za projekty postaci Tatsuya Arai i Koji Haneda. Sezon nosi tytuł The Faraway Paladin: The Lord of Rust Mountain, jego emisja trwała zaś od 7 października do 23 grudnia 2023.

### Ścieżka dźwiękowa
| Sezon          | Tytuł                    | Wykonawcy   | Źródło   |
| Czołówka       | Czołówka                 | Czołówka    | Czołówka |
| -------------- | ------------------------ | ----------- | -------- |
| 1              | „The Sacred Torch”       | H-el-ical// | [ 4 ]    |
| 2              | „Meika” (jap. 命火)      | Nagi Yanagi | [ 45 ]   |
| Napisy końcowe |                          |             |          |
| 1              | „Shirushibi” (jap. 標火) | Nagi Yanagi | [ 4 ]    |
| 2              | „Puzzle” (jap. パズル)   | Kotoko      | [ 45 ]   |